# Фазометр
Фазоме́тр — электроизмерительный прибор, предназначенный для измерения углов сдвига фаз между двумя изменяющимися периодически электрическими колебаниями, например, для измерения фазового сдвига между током и напряжением в цепи переменного тока промышленной частоты, также в трёхфазной системе электроснабжения.

## Применение фазометров
Фазометры очень часто применяются в электроустановках для определения коэффициента активной мощности {\displaystyle \cos {\varphi }} (отсюда произошло его жаргонное название «косинусофиметр», часто ввиду незнания персоналом, обслуживающим электроустановки, правильного названия прибора).
Фазометры находят применение при разработке, регулировке и эксплуатации электронных и электротехнических аппаратов и устройств.

## Схема включения фазометра
Обычно фазометр подключается в токовую цепь и цепь напряжения.
В трёхфазной системе электроснабжения необходимо подключать прибор по напряжению и току к трём фазам:
- по напряжению − к фазам A, B, C;
- по току — к вторичным обмоткам трансформатора тока на фазах A, B, C.

Возможна также упрощённая схема включения (в зависимости от конструкции прибора):
- по напряжению − к фазам A, B, C;
- по току — к вторичным обмоткам трансформатора тока на фазах A, B.

В этом случае ток третьей фазы C определяется прибором путём векторного сложения токов в фазах A и B